# هتسلس
هتسلس (به آلمانی: Hetzles) یک شهر در آلمان است که در فورشایم واقع شده‌است. هتسلس ۱٬۲۹۶ نفر جمعیت دارد.